# Eimear McBride

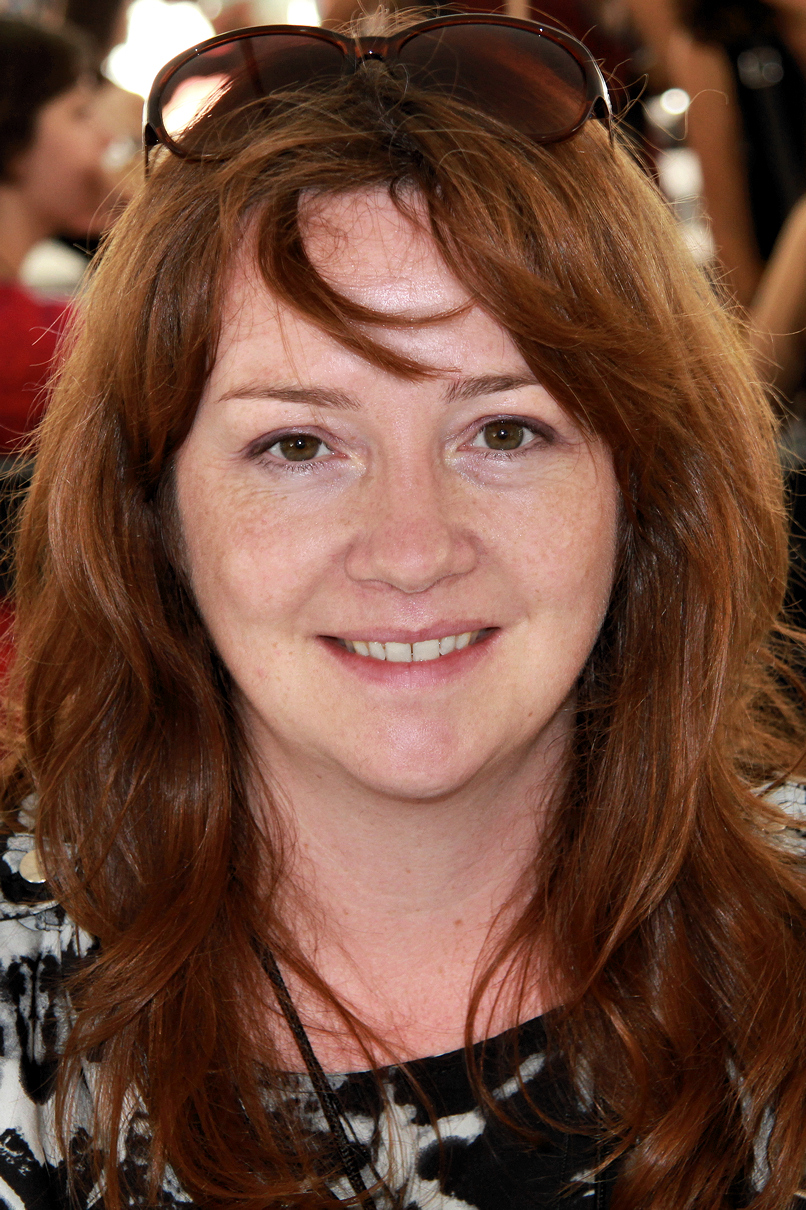
Eimear McBride, 2014

Eimear McBride (geboren am 16. April 1976 in Liverpool) ist eine irisch-britische Schriftstellerin. Ihr Debütroman erhielt bislang fünf Literaturpreise allein im englischsprachigen Raum, wurde in mehrere Sprachen übersetzt und für mehr als 20 Länder lizenziert.

## Leben
McBride wurde 1976 als Tochter nordirischer Eltern in Liverpool geboren; sie hat drei Brüder. 1976 zog die Familie nach Tubbercurry im irischen County Sligo. Ihr Vater starb, als sie acht Jahre alt war, und 1991 zog die Mutter mit den Kindern nach Castlebar im westirischen County Mayo. 1994 zog sie mit 17 Jahren nach London und studierte dort drei Jahre an der Schauspielschule The Drama Centre. Als 27-Jährige versuchte sie ihr in nur sechs Monaten entstandenes, fertiges Roman-Manuskript A Girl Is a Half-formed Thing bei verschiedenen Verlagen unterzubringen. Jahrelang war das erfolglos, denn obschon die Lektoren die sprachmächtigen und inhaltlichen Qualitäten des formal experimentell verfassten Romans lobten, scheute man das kommerzielle Risiko, sich mit derartig Grenzüberschreitendem auf den Markt zu wagen. Erst der unabhängige kleine Verlag Galley Beggar Press aus Norwich brachte schließlich im Juni 2013 das Buch heraus. Der einsetzende Bestseller-Erfolg überforderte die Kapazitäten des Kleinverlags, so dass bereits im April 2014 eine lizenzierte Paperback-Ausgabe beim großen Londoner Faber & Faber Verlag herauskam.
Die Jurorin Gaby Wood konstatierte, das Buch sei „linguistisch so kühn, so formvollendet gekonnt und zugleich so herzaufwühlend stark“ („so linguistically daring, so formally skillful yet so heart-churningly strong“), dass McBride der Geoffrey Faber Memorial Prize 2013 zukommen müsse.
Die Autorin, die 2013 den ersten Goldsmiths Prize gewann, wurde 2015 in die vierköpfige Jury des Literaturpreises berufen. Ihr Titel The Lesser Bohemians erreichte 2016 die Shortlist des Goldsmiths Prize.
McBride ist verheiratet und lebt seit 2011 mit Mann und Tochter in Norwich.

### A Girl Is a Half-formed Thing
Das Buch beschreibt den Entwicklungsweg eines Geschwisterpaars von der ärmlichen Kindheit bis ins Erwachsenenalter. Der Bruder der Icherzählerin leidet von klein auf an einem Hirntumor; sie bemüht sich, ihn zu beschützen. Die Eltern sind gewalttätig gegenüber ihren Sprösslingen. Die Handlung wird dabei erzähltechnisch in Form eines Bewusstseinsstroms geschildert. Die Sprache hat „Musikalität“, die Autorin verfügt über mehrere Tonlagen und Tempi. Die deutsche Übersetzung von Miriam Mandelkow fällt gegenüber dem Original nicht ab.
Die Autorin selbst nannte James Joyce  sowie Edna O’Brien als wesentliche Einflüsse für ihre Wahrnehmung, was Sprache und Literatur zu tun vermögen.
Der Literaturkritiker John Sutherland bestreitet entschieden, dass das Joycesche Konzept des Bewusstseinsstroms auf McBrides Romandebüt anwendbar ist. James Wood, Literaturkritiker des New Yorker, merkte an, die Originalität des Buches bestehe nicht in seinem Stil, sondern in dem Gebrauch, den McBride von diesem Stil mache.
Das Buch wurde sehr rasch für das Theater adaptiert. Eine Bühnenfassung von Annie Ryan wurde sowohl 2014 beim Dublin Theatre Festival als auch beim Edinburgh Fringe 2015 aufgeführt.

## Werke
- A Girl Is a Half-formed Thing,  Galley Beggar Press, Norwich 2013.
  - Das Mädchen ein halbfertiges Ding, Roman, aus dem Englischen von Miriam Mandelkow, Schöffling & Co.,  Frankfurt am Main 2015. 256 S. ISBN 978-3-89561-292-3
  - Une fille est une chose à demi, Buchet Chastel 2015.
- The Lesser Bohemians. Faber, 2016

## Auszeichnungen
- 2013 Gewinnerin des Goldsmiths Prize für A Girl Is a Half-formed Thing[15]
- 2013 Gewinnerin des Geoffrey Faber Memorial Prize  für A Girl Is a Half-formed Thing
- 2014 Shortlist des Folio Prize für A Girl Is a Half-formed Thing[16][17]
- 2014 Gewinnerin des Baileys Women’s Prize for Fiction für A Girl Is a Half-formed Thing[18]
- 2014 Gewinnerin des Kerry Group Irish Fiction Award für A Girl Is a Half-formed Thing[19]
- 2014 Gewinnerin des Desmond Elliott Prize für Romanerstlinge für A Girl Is a Half-formed Thing[20]
- 2014 Shortlist des International Dylan Thomas Prize[21]
- 2014 Shortlist des Los Angeles Times Book Prize (Kategorie: Art Seidenbaum Award for First Fiction)[22]
- 2017 Gewinnerin des James Tait Black Memorial Prize für The Lesser Bohemians